# Tadzio Müller
Tadzio Müller (rođen 1976.) njemački je klimatski i LGBT aktivist; i politički znanstvenik. Radi kao referent o klimatskoj pravdi i međunarodnoj politici u Centru za međunarodni dijalog i suradnju Zaklade Rosa Luxemburg.

## Biografija
Müller je prvo studirao povijest i politologiju na Sveučilištu Ruprecht-Karls u Heidelbergu 1996. godine. Od 1998. do 2000. studirao je politologiju na Sveučilištu Massachusetts u Bostonu, a zatim od 2001. do 2002. godine Globalnu političku ekonomiju na Sveučilištu Sussex. 2007. godine doktorirao je iz međunarodnih odnosa i politike na Sveučilištu u Sussexu. Bio je predavač na Sveučilištu u Kasselu.

## Aktivizam i javno zagovaranje
Müller je sudjelovao u prosvjedima kritičnim prema globalizaciji. Aktivan je u ekološkom i klimatskom pokretu od 2000-ih. Tijekom doktorskog studija sudjelovao je u klimatskim kampovima u Engleskoj i pomogao ih uspostaviti u Njemačkoj. Od jeseni 2007. bio je jedan od organizatora prvog njemačkog klimatskog kampa u Hamburgu i bio je njihov glasnogovornik.
Otprilike 2010. igrao je ključnu ulogu u prosvjedima protiv prijevoza nuklearnog otpada u Njemačkoj i bio jedan od organizatora akcije „Castor? Šljunak!". Bio je glasnogovornik klimatskog saveza Climate Justice Action u prosvjedima protiv Konferencije Ujedinjenih naroda o klimatskim promjenama 2009. u Kopenhagenu i uhićen.
Tadzio Müller je HIV pozitivan i javno radi protiv diskriminacije osoba koje žive s HIV-om. Od 2019. vodi kampanju za solidarnost između LGBT pokreta i klimatskog pokreta.
Upozoravao je na sličnosti ranog medijskog prikazivanja HIV/AIDS-a kao 'pederske kuge' tijekom recentnih opisa majmunskih boginja.